# Kazuhito Mochizuki
Kazuhito Mochizuki (født 1. december 1957) er en tidligere japansk fodboldspiller og træner.
Han har spillet for flere forskellige klubber i sin karriere, herunder Yamaha Motors.
Han har tidligere trænet Ehime FC.